# Yoshihiro Natsuka
Yoshihiro Natsuka (jap. 名塚 善寛, Natsuka Yoshihiro; * 7. Oktober 1969 in Funabashi, Präfektur Chiba) ist ein ehemaliger japanischer Fußballspieler.

## Nationalmannschaft
1994 debütierte Natsuka für die japanische Fußballnationalmannschaft. Natsuka bestritt elf Länderspiele und erzielte dabei ein Tor. Mit der japanischen Nationalmannschaft qualifizierte er sich für die König-Fahd-Pokal 1995.

## Errungene Titel
- Kaiserpokal: 1994

## Persönliche Auszeichnungen
- J. League Best Eleven: 1994